# Scopula ordinaria
Scopula ordinaria là một loài bướm đêm trong họ Geometridae.